# Hubert Criel
Pour les articles homonymes, voir Criel.
Hubert Criel (né le 23 mars 1944 à Gand,) est un coureur cycliste belge, actif dans les années 1960.

## Biographie
En 1963, Hubert Criel s'impose sur l'épreuve Gand-Staden. L'année suivante, il remporte la version amateur du Circuit Het Volk. Il évolue ensuite au niveau professionnel entre 1965 et 1968. Durant cette période, il brille sur plusieurs étapes du Tour d'Espagne 1966 en décrochant six tops dix (dont une troisième place). Il obtient également diverses places d'honneur aux championnat de Belgique sur piste, dans la course à l'américaine et la poursuite individuelle. 

## Palmarès et résultats

### Palmarès par année
- 1963
  - Gand-Staden
  - 3e du Zesbergenprijs Harelbeke
- 1964
  - Circuit Het Volk amateurs
  - 2e du championnat de Belgique de poursuite par équipes amateurs
- 1965
  - Omloop van de Westhoek
  - 3e de l'Omloop van het Zuidwesten
- 1967
  - 2e du championnat de Belgique de poursuite
  - 3e de Harelbeke-Poperinge-Harelbeke
  - 3e du championnat de Belgique de l'américaine
- 1968
  - 3e du championnat de Belgique de l'américaine

### Résultats sur les grands tours

#### Tour d'Espagne
1 participation
- 1966 : 43e